# Liste des localités de la province du Brabant wallon
Voici la liste des localités (villes, villages, lieux-dits ou hameaux) de la province belge du Brabant wallon par ordre alphabétique.
- Haut – A
- B
- C
- D
- E
- F
- G
- H
- I
- J
- K
- L
- M
- N
- O
- P
- Q
- R
- S
- T
- U
- V
- W
- X
- Y
- Z

## A
- Alliébroux
- Altiau
- Alvaux
- Alzémont
- Archennes
- Ardevoor
- Argenteuil
- Autre-Église
- Aywières

## B
- Baisy-Thy
- Basse-Wavre
- Baulers
- Beaudemont
- Beaumont
- Beaurieux
- Beauvechain
- Belle-Alliance
- Belles-Pierres
- Bercuit
- Bierges
- Bierghes
- Biez
- Bilot
- Blanmont
- Bloquia
- Bois-de-Nivelles
- Bomal
- Bonlez
- Bornival
- Bossut-Gottechain
- Bourgeois
- Bousval
- Braine-l'Alleud
- Braine-le-Château
- Brocuy
- Brombais
- Bruyère-de-Haut-Ittre
- Bruyère-Madame
- Bruyère-Minon

## C
- Centry
- Céroux-Mousty
- Champtaine
- Chapelle-Saint-Lambert
- Chapelle-Saint-Laurent
- Chastre
- Chaumont-Gistoux
- Chênemont
- Clabecq
- Cocrou
- Cœurcq
- Colipain
- Corbais
- Corroy-le-Grand
- Corsal
- Cortil-Noirmont
- Cour-au-Bois
- Court-Saint-Étienne
- Couture-Saint-Germain
- Crollies

## D
- Dernier Patard
- Dion-le-Mont
- Dion-le-Val
- Dongelberg

## E
- Énines

## F
- Fauquez
- Faux
- Ferrières
- Florival
- Folx-les-Caves
- Fonteny
- Forriest
- Fosty
- Franquenies
- Froidmont

## G
- Gaillemarde
- Gastuche
- Geest-Gérompont
- Genappe
- Genleau
- Gentinnes
- Gentissart
- Genval
- Genville
- Glabais
- Glimes
- Gobertange
- Grambais
- Grand-Rosière-Hottomont
- Grez-Doiceau
- Grippelotte

## H
- Hamme-Mille
- Hampteau
- Hannonsart
- Happeau
- Hasquimpont
- Hattain
- Haute-Rue
- Haut-Ittre
- Hédenge
- Herbais
- Herbecq
- Heuval
- Hévillers
- Hèze
- Hougoumont
- Hourdenge
- Houtain-le-Mont
- Houtain-le-Val
- Huleu
- Huppaye
- Hussompont

## I
- Inchebroux
- Incourt
- Ittre

## J
- Jandrain-Jandrenouille
- Jauche
- Jauchelette (Jodoigne)
- Jauchelette (Perwez)
- Jodoigne
- Jodoigne-Souveraine
- Joli-Bois

## L
- La Bruyère (Beauvechain)
- La Bruyère (Genappe)
- La Bruyère (Jodoigne)
- La Bruyère (Tubize)
- La Falise
- La Genette
- La Haie
- La Hulpe
- La Hutte
- La Marache
- La Motte
- Landuyt
- La Roche
- Lasne
- Lathuy
- Le Bilot
- Le Chantelet
- Le Chenois
- L'Écluse
- Le Manil
- Le Renard
- Lérinnes
- L'Ermitage
- Le Roy
- Le Sart
- Les Boignées
- Les Bruyères
- Les Burettes
- Les Cinq Étoiles
- Les Cullus
- Les Culots
- Les Flamandes
- Les Monts
- Les Quarante Bonniers
- Le Stoquois
- L'Estrée
- Les Vieux Amis
- Les Wailles
- Le Try
- Le Try (Tubize)
- L'Hermite
- Libersart
- Libertange
- Lillois-Witterzée
- Limal
- Limauges
- Limelette
- Linsmeau
- Loncée
- Longpré
- Longueville
- Loupoigne
- Louvain-la-Neuve
- Louvrange

## M
- Maison-du-Bois
- Malèves-Sainte-Marie
- Manypré
- Maransart
- Marbais
- Marbisoux
- Maret
- Marilles
- Maubroux
- Mélin
- Mellery
- Mérivaux
- Molembais-Saint-Josse
- Molembais-Saint-Pierre
- Monstreux
- Mont-Saint-André
- Mont-Saint-Guibert
- Mont-Saint-Jean
- Mont-Saint-Pierre
- Mont-Saint-Pont

## N
- Neerheylissem
- Nethen
- Nil-Saint-Vincent-Saint-Martin
- Nivelles
- Nizelles
- Nodebais
- Nodrenge
- Noduwez
- Noire-Épine
- Noirhat
- Noucelles

## O
- Odeghien
- Odenge
- Odrimont
- Offus
- Ohain
- Oisquercq
- Ophain-Bois-Seigneur-Isaac
- Opheylissem
- Opprebais
- Orbais (Jodoigne)
- Orbais (Perwez)
- Orp-le-Grand
- Orp-le-Petit
- Ottignies

## P
- Pallandt
- Paudure
- Payot
- Pécrot
- Perbais
- Petit-Rosière
- Perwez
- Pierreux (Rebecq)
- Pierreux (Walhain)
- Piétrain
- Piétrebais
- Piétremeau
- Pinchart
- Piraumont
- Plancenoit
- Pré-Delcourt
- Profondsart
- Promelles
- Puhain

## Q
- Quatre-Bras
- Quenast

## R
- Ramillies
- Ransbèche
- Rebecq
- Renipont
- Rigenée
- Ripain
- Rixensart
- Rofessart
- Rognon
- Ronvau
- Rosières
- Roussart
- Roux-Miroir
- Ruchaux
- Ry-d'Hez

## S
- Sainte-Marie-Geest
- Saintes
- Saint-Géry
- Saint-Jean-Geest
- Saint-Remy-Geest
- Sart (Grez-Doiceau)
- Sart-Dames-Avelines
- Sartiau
- Sart-lez-Walhain
- Sart-Mélin
- Sart-Messire-Guillaume
- Sart-Moulin
- Sart-Risbart
- Sauvagemont
- Sclage
- Sclimpré
- Sept Fontaines
- Stéhoux
- Stierbecq
- Strichon
- Suzeril

## T
- Tangissart
- Thines
- Thorembais-les-Béguines
- Thorembais-Saint-Trond
- Thorembisoul
- Tilly
- Tourinnes-la-Grosse
- Tourinnes-Saint-Lambert
- Trou-du-Bois
- Tubize

## V
- Vieusart
- Vieux-Genappe
- Villeroux
- Villers-la-Ville
- Virginal-Samme
- Vraimont

## W
- Walhain-Saint-Paul
- Wastines
- Waterloo
- Wauthier-Braine
- Wavre
- Ways
- Wisbecq
- Wisterzée
- Woo

## Z
- Zétrud-Lumay